# مقاطعة موسكفا (قرغيزستان)
موسكفا (بالقيرغيزية: Москва району)‏ هي رايون (مقاطعة) من إقليم تشوي في شمالي قرغيزستان. تبلغ مساحتها حوالي 2,056 كيلومتر مربع (794 ميل2)، بلغ عدد سكانها (84,443) في عام 2009. تقع العاصمة في بيلوفودسكوي.

## التاريخ
تم تأسيس مقاطعة موسكوفا كمقاطعة ستالين في 23 يوليو 1930. في عام 1961، تم تغيير اسمها إلى مقاطعة موسكوفا، تيمنا بمدينة موسكو.

## المجتمعات الريفية والقرى
تشتمل مقاطعة موسكوفا على 28 مستوطنة في 12 مجتمعا ريفيا (أييل أوكموتوس). ويمكن أن يشمل كل مجتمع ريفي قرية واحدة أو عدة قرى. والمجتمعات الريفية والمستوطنات في مقاطعة موسكوفا هي:
- أك-سو أييل أوكموتو (7: مركز - قرية: تيمين-سو؛ وكذلك قرى أك-باشات، أك-توربوك، بالا-أيلتشي، كيبر-أريك، موراك وتشونغ-أريك)
- ألكسندروفكا أييل أوكموتو (3: مركز - قرية: ألكسندروفكا؛ وكذلك قريتا بيش-أوروك وكروبسكوي)
- بيش تيريك أييل أوكموتو (1: مركز - قرية: بيش-تيريك)
- بيلوفوسكوي أيل أوكموتو (2: مركز - قرية: بيلوفودسكوي؛ وكذلك قرية كوش دوبو)
- بتروفكا آيل أوكموتو (3: مركز - قرية: بتروفكا؛ وكذلك قريتا زافودسكوي وكيزيل-تو)
- بيرفوماي أييل أوكموتو (1: مركز - قرية: أك-سو)
- بريدتكنكا أييل أوكموتو (2: مركز - قرية: بريدتشنكا؛ وأيضا قرية آنج-اريك)
- سادوفسكي أييل أوكموتو (1: مركز - قرية: سادوفوي)
- سريتينكا أييل أوكموتو (3: مركز - قرية: ستريتينكا; وأيضا قرية بولشيفيك وقرية زاريا)
- تولوك أيل أوكموتو (1: مركز - قرية: تولوك)
- تسيلينني أيل أوكموتو (1: مركز - قرية: كيز-مولو)
- تشابايف أييل أوكموتو (3: مركز - قرية: سبارتاك؛ وكذلك قرى أك-سوك ومالوفودونوي)